# Chrysosplenium macrophyllum
Chrysosplenium macrophyllum är en stenbräckeväxtart som beskrevs av Daniel Oliver. Chrysosplenium macrophyllum ingår i släktet gullpudror, och familjen stenbräckeväxter. Inga underarter finns listade i Catalogue of Life.